# Osteodiscus andriashevi
Osteodiscus andriashevi är en fiskart som beskrevs av Pitruk och Fedorov, 1990. Osteodiscus andriashevi ingår i släktet Osteodiscus och familjen Liparidae. Inga underarter finns listade i Catalogue of Life.